# 1910 Міхайлов
1910 Міхайлов (1910 Mikhailov) — астероїд головного поясу, відкритий 8 жовтня 1972 року.
Тіссеранів параметр щодо Юпітера — 3,212.